# 勅旨田
勅旨田（ちょくしでん）は、古代日本において、天皇の勅旨により開発された田地であり、皇室経済の財源に充てられた。勅旨田が設定されたのは平安時代前期の天長・承和年間（820年代～840年代）に集中しており、この時期の開発奨励政策を反映したものと考えられている。

## 概要
勅旨田は、8世紀後期から存在していたが、本格的に設定されたのは9世紀第2四半期に入ってからである。810年代のうちは右大臣藤原園人主導のもと、有力貴族・寺社を抑制し貧民救済を重視する政策がとられていた。しかし当時、百姓層の階層分化が進み、貧民層が増加することにより律令制的な人別課税が行き詰まるといった社会情勢の変化が進展していた。そのため、820年頃に太政官首班となった藤原冬嗣は、開発奨励政策を導入することで社会の変化に対応しようとした。冬嗣執政期に行われた開発奨励の一つが勅旨田の設定である。
勅旨田は、国衙の管理する正税を開発原資とし、主に空閑地・荒田などに設定され、国司が勅旨田経営を所管した。勅旨田は不輸租とされ、その収益は皇室経済に充てられた。天長年間（824年-834年）に勅旨田の設定が急増し、次の承和年間（834年-847年）も多くの勅旨田が設定されている。勅旨田の設定地は全国に及んでおり、例えば史料からは、下野、武蔵、美濃、摂津、備前、肥前などに設定例が検出される。天長・承和期の淳和天皇と仁明天皇の治世は、学問が興隆し、後世の故実ともなった宮廷儀式が確立するなど、王朝文化が花開いた時期であるが、これらは勅旨田収入に支えられたものと考えられている。
しかし、850年に仁明天皇が死去し、文徳天皇の治世になると、勅旨田の設定は見られなくなる。この急速な変化は、当時政界首班となっていた藤原良房の意図に基づくものとする見解もある。10世紀初頭に律令制回帰を志向する藤原時平が太政官首班に就き、902年に発布された延喜の荘園整理令により、勅旨田の新設は禁止されることとなり、以後、勅旨田は次第に見られなくなった。
しかし、11世紀後期に登場した後三条天皇は、延久の荘園整理令を発令して、当時増加していた有力貴族・寺社の無認可荘園を取り締まったが、法定要件を満たさない荘園は勅旨田とされ、天皇の支配下に置かれた。これは事実上の天皇領荘園であり、後三条院勅旨田と呼ばれた。

## 評価
平安前期の勅旨田に対する評価は大きく分かれている。勅旨田設定地の多くが空閑地・荒田であることから特に意義は認められないとする見解、勅旨田は皇室の私的経済を形成するものだったとする見解、積極的に進められた国家的な開発奨励政策だったと評価する見解、などがある。更に勅旨田の廃止が昌泰の変直後であることから、藤原氏による皇室勢力抑制策とみる向きもある。